# Il signore delle formiche
Il signore delle formiche è un film biografico del 2022 diretto da Gianni Amelio.
Presentato in concorso alla 79ª Mostra internazionale d'arte cinematografica di Venezia, ripercorre la vicenda dello scrittore e mirmecologo Aldo Braibanti, nel film interpretato da Luigi Lo Cascio e protagonista, tra il 1964 e il 1968, di un processo giudiziario molto controverso, il cosiddetto "caso Braibanti".

## Trama
Nel 1959 Aldo Braibanti, ex partigiano ed esponente del Partito Comunista Italiano, torna nel suo paese natale nei dintorni di Piacenza dove raccoglie attorno a sé un cenacolo culturale di giovani; questo scatena il sospetto dei compaesani, che mal sopportano la sua idea di cultura, la sua visione politica e il sospetto che egli indottrini i loro figli. Tra i suoi seguaci c'è il giovane Riccardo Tagliaferri, il quale, pur subendo la fascinazione del Braibanti, non riesce a emanciparsi dalla mentalità retrograda della sua famiglia borghese; quando suo fratello minore Ettore conosce per puro caso il professore, si dimostra da subito più permeabile alle sue tesi. Ettore comincerà presto a frequentare il circolo: Braibanti lo prenderà sotto la sua ala, allontanando Riccardo e causando la gelosia di quest'ultimo.

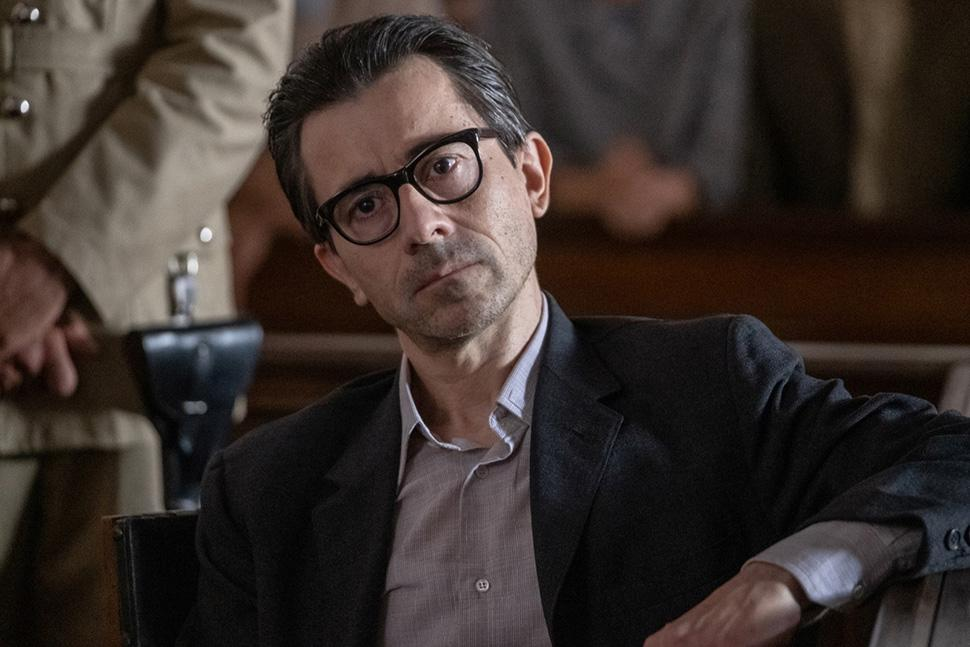
Aldo Braibanti (Luigi Lo Cascio) in una scena del film

Pian piano tra Ettore e Aldo si instaura una relazione: il poeta lo convince a lasciare gli studi di medicina e lo invita a coltivare la sua passione per la pittura, cosa che scatena l'ira della madre di Ettore. Nel 1964, Braibanti decide di recarsi a Roma; Ettore, entrato in profondo conflitto con la sua famiglia, decide di seguirlo. I due vivono insieme in una squallida pensione: Aldo introdurrà poi il giovane negli ambienti culturali romani, dove è molto conosciuto (sebbene spesso osteggiato); ben presto si renderà conto di quanto la vita della grande città disorienti il suo pupillo.
Nel 1965 il fratello, Riccardo, e la madre riescono a rintracciare Ettore e lo portano via con la forza; il giovane sarà poi addirittura internato in un ospedale psichiatrico, dove viene sottoposto a elettroshock nel tentativo di "convertirlo" all'eterosessualità. Sulla scorta della testimonianza di un altro ragazzo, Braibanti viene invece arrestato con l'accusa di plagio, ossia di aver sottomesso alla propria volontà i due giovani (pur maggiorenni), sia in senso fisico che psicologico. Poiché il reato di plagio era stato introdotto in era fascista ma mai applicato prima, alcuni sospettano che il processo sia motivato in realtà dalla volontà di perseguire le idee politiche di Braibanti e soprattutto la sua omosessualità. L'unico a prendere a cuore il "caso Braibanti" è Ennio Scribani, un giornalista de l'Unità che decide di raccontare con grande partecipazione emotiva l'intera vicenda; tuttavia egli si renderà presto conto di quanto l'opinione pubblica e lo stesso PCI siano disinteressati a questo caso.
Nelle fasi iniziali del processo, Aldo assume un atteggiamento passivo e indifferente, voltando le spalle ai giudici e rifiutandosi di rispondere agli interrogatori. L'accusa ne approfitta per sottolineare la sua arroganza e chiedere che venga condannato a 14 anni di reclusione, uno in meno rispetto al massimo della pena prevista per i plagiatori e per gli omicidi. Ennio si reca allora a trovare Aldo in carcere, e gli chiede perché abbia rinunciato a difendersi: questi gli risponde che in realtà non c'è alcun reato da cui difendersi, per questo rimarrà in silenzio; dopo il colloquio col giornalista, tuttavia, si mostrerà più collaborativo. Durante la sua arringa difensiva, Braibanti continua a sottolineare la sua innocenza, rimarcando come lui rispetti le leggi dello Stato pur trovandole ingiuste e ipocrite. Questo, complice anche una difesa sbrigativa e poco convinta, peggiorerà la sua posizione.
Mentre il processo va avanti, gli articoli di Ennio suscitano la reazione di un piccolo gruppo di giovani progressisti, che iniziano a protestare di fronte al Palazzaccio per chiedere la liberazione di Aldo; le loro proteste pacifiche, tuttavia, si scontrano ben presto con il benaltrismo popolare.
Viene finalmente ascoltato Ettore, il quale, pur annientato dall'esperienza in ospedale, risponde alle domande dell'accusa e sostiene di aver vissuto le sue esperienze insieme ad Aldo di propria volontà, senza essere costretto dal suo mentore; l'accusa però interpreta queste dichiarazioni come la conferma che il giovane sia stato soggiogato da Braibanti al punto da non riconoscere più la realtà: Aldo viene perciò condannato a nove anni di reclusione. Poco prima di essere portato in carcere, Aldo chiede a Ennio di consegnare una lettera a Ettore, cosa che il giornalista riesce a fare poco prima che il giovane venga riaffidato alla sua famiglia.
In vista del processo d'appello, Ennio non cessa di interessarsi al caso Braibanti, ma ben presto il direttore della testata gli toglie l'incarico poiché non ritiene che L'Unità debba supportare ulteriormente quello che ormai è un condannato. La protesta del giornalista ha come conseguenza il suo licenziamento: il giorno dell'udienza d'appello, Ennio lascia intendere alla cugina Graziella (che era stata tra i supporter di Braibanti) di aver preso così a cuore la vicenda poiché è egli stesso omosessuale, e vedeva nella sua assoluzione la possibilità di un mondo migliore dove vivere libero. La condanna ha vanificato i suoi sforzi e lo ha fatto precipitare in una profonda depressione.
Nel 1968 Susanna, la madre di Aldo (che con grande forza d'animo aveva sempre sostenuto il figlio) muore; per la prima volta dopo l'incarcerazione, a Braibanti è concesso di tornare al paese per il funerale. Qui ritrova Carla, una talentuosa giovane che faceva parte del suo circolo: questa ha tuttavia abbandonato le sue velleità artistiche per metter su famiglia. La ragazza gli rivela inoltre che Ettore è stato abbandonato dalla sua famiglia e che campa di espedienti, non essendosi mai ripreso del tutto dalla terribile esperienza in ospedale. Sulla via del ritorno, Aldo incontra proprio Ettore, il quale, pur emarginato, è finalmente sereno e libero di coltivare il suo estro artistico. I due si dicono un commosso addio, per poi separarsi definitivamente. Aldo sconterà solo due anni di prigione dopo essersi visto riconoscere i suoi meriti di partigiano, senza tuttavia essere mai discolpato.

## Produzione

### Sviluppo
Il film è stato prodotto, fra gli altri, dalla Kavac Film, la società fondata dal regista piacentino Marco Bellocchio. Il film è costato esattamente 7.353.607,42 euro.

### Riprese
Il film è stato girato nella primavera 2021, a Roma, Milano e in diverse località emiliane, fra le province di Piacenza e Parma, come San Giorgio Piacentino, Busseto, Roccabianca, Salsomaggiore Terme e altre. Le scene del Carcere sono girate nell'ex penitenziario di Velletri, riaperto a distanza di anni dalla chiusura per le riprese.

## Distribuzione
Il film è stato presentato in anteprima mondiale in concorso alla 79ª Mostra internazionale d'arte cinematografica di Venezia il 6 settembre 2022, venendo poi distribuito nelle sale cinematografiche italiane dalla 01 Distribution a partire dall'8 settembre dello stesso anno.

## Accoglienza

### Incassi
Il film in Italia ha incassato oltre 1.700.000 euro.

### Critica
In Italia il film ha ricevuto un riscontro critico contrastato. Sulla versione online di Ciak, Vania Amitrano assegna al film quattro stelle su cinque scrivendo che "Amelio ricostruisce perfettamente un’epoca non solo dal punto di vista della sceneggiatura, dei costumi e degli ambienti, ma soprattutto dal punto di vista ideologico e culturale", mentre su Sentieri Selvaggi il critico cinematografico Simone Emiliani nota che "Amelio ritrova la compattezza ma anche la passione dela sua filmografia migliore, soprattutto quando dalla cronaca sprigiona il suo cinema nel raccontare l’Italia".

## Riconoscimenti
- 2022 - Mostra internazionale d'arte cinematografica di Venezia[1]
  - Premio Brian[8]
  - Candidatura al Leone d'oro al miglior film
- 2023 - David di Donatello
  - Candidatura al miglior film
  - Candidatura al miglior regista a Gianni Amelio
  - Candidatura alla miglior sceneggiatura originale a Gianni Amelio, Edoardo Petti e Federico Fava
  - Candidatura al miglior attore protagonista a Luigi Lo Cascio
  - Candidatura al miglior attore non protagonista a Elio Germano
  - Candidatura alla miglior scenografia a Marta Maffucci e Carolina Ferrara
- 2023 - Nastro d'argento
  - Premio Guglielmo Biraghi a Leonardo Maltese
  - Candidatura al miglior film
  - Candidatura al migliore attore protagonista a Luigi Lo Cascio
  - Candidatura alla migliore fotografia a Luan Amelio

## Inesattezze storiche
Il film riporta in modo inesatto la posizione de l'Unità: l'organo ufficiale del PCI prese apertamente posizione in favore di Braibanti e contro la sentenza, tanto che il giorno dopo la pronuncia pubblicò in prima pagina un editoriale del suo direttore, l'ex partigiano Maurizio Ferrara, in cui si denunciava senza mezzi termini il clima oscurantistico in cui si era svolto il processo. Il cronista dell'Unità che seguì il caso, Paolo Gambescia, non solo fu fortemente sostenuto dalla direzione del giornale, ma vi rimase proficuamente a lavorare per molti anni dopo la chiusura del caso.